# Roncus caralitanus
Roncus caralitanus es una especie de arácnido del orden Pseudoscorpionida de la familia Neobisiidae.

## Distribución geográfica
Se encuentra en Cerdeña y Sicilia en (Italia).